# Шчепан-Крст
Шчепан-Крст (серб. Шћепан Крст / Šćepan Krst) — село в общине Берковичи Республики Сербской Боснии и Герцеговины. В настоящее время село необитаемо.

## Население[3]
По состоянию на 1991 год, в селе проживал 191 человек, из них:
- хорваты — 167 человек;
- сербы — 24 человека.